# Парклон (Калифорнија)
Парклон (енгл. Parklawn) насељено је место без административног статуса у америчкој савезној држави Калифорнија.

## Демографија
По попису из 2010. године број становника је 1.337.
| Група             | 2000.    | 2010.         |
| Белци             | 0 (0,0%) | 206 (15,4%)   |
| Афроамериканци    | 0 (0,0%) | 24 (1,8%)     |
| Азијати           | 0 (0,0%) | 7 (0,5%)      |
| Хиспаноамериканци | 0 (0,0%) | 1.090 (81,5%) |
| Укупно            | 0        | 1.337         |